# Quintanilla de Urz
Quintanilla de Urz es un municipio y localidad española de la provincia de Zamora, en la comunidad autónoma de Castilla y León.
El municipio se encuentra situado en la comarca de Benavente y Los Valles, tiene una superficie de 10,05 km² y, según datos del padrón municipal 2017 del INE, cuenta con una población de 105 habitantes.

## Topónimo
Quintanilla es un topónimo muy común en ciertas partes del norte de España que a su vez ha dado origen a un apellido, extendido por España e Hispanoamérica. Una quinta designaba inicialmente "la quinta parte de la producción que el arrendador (llamado quintero) entregaba al dueño de una finca"; más tarde se aplicó la denominación de quinta a esa misma finca rústica o granja y en la actualidad ha acabado significando "finca de recreo". Derivado de "quinta" es la palabra quintana, inicialmente con los mismos significados que aquella; pero es de suponer que, al ir creciendo tales "quintanas", pasarían a ser sinónimas de aldea. Quintanilla no es más que un derivado de quintana, por lo que tiene el mismo significado etimológico que aldehuela.
El determinativo Urz es la denominación aún vigente en la zona del brezo albar.

## Historia
En la Edad Media, el territorio en el que se asienta Quintanilla de Urz quedó integrado en el Reino de León, cuyos monarcas habrían emprendido la fundación del pueblo.
Posteriormente, en la Edad Moderna, Quintanilla fue una de las localidades que se integraron en la provincia de las Tierras del Conde de Benavente y dentro de esta en la Merindad de Vidriales y la receptoría de Benavente.
No obstante, al reestructurarse las provincias y crearse las actuales en 1833, Quintanilla de Urz pasó a formar parte de la provincia de Zamora, dentro de la Región Leonesa, quedando integrada en 1834 en el partido judicial de Benavente.

## Geografía humana

### Demografía
Cuenta con una población de 97 habitantes (INE 2024).
| Gráfica de evolución demográfica de Quintanilla de Urz entre 1842 y 2021                                              |
| |
| Población de derecho según los censos de población del INE. Población de hecho según los censos de población del INE. |

| 152                        | 150 | 152 | 146 | 146 | 105 | 98 |
| (Fuente: [cita requerida]) |     |     |     |     |     |    |

## Patrimonio
Además de su iglesia parroquial, que destaca entre los edificios de la localidad, Quintanilla cuenta con un segundo edificio eclesiástico, la ermita de San Isidro.

## Fiestas
Quintanilla de Urz celebra sus fiestas en honor a San Isidro, el 15 de mayo.

## Galería de imágenes

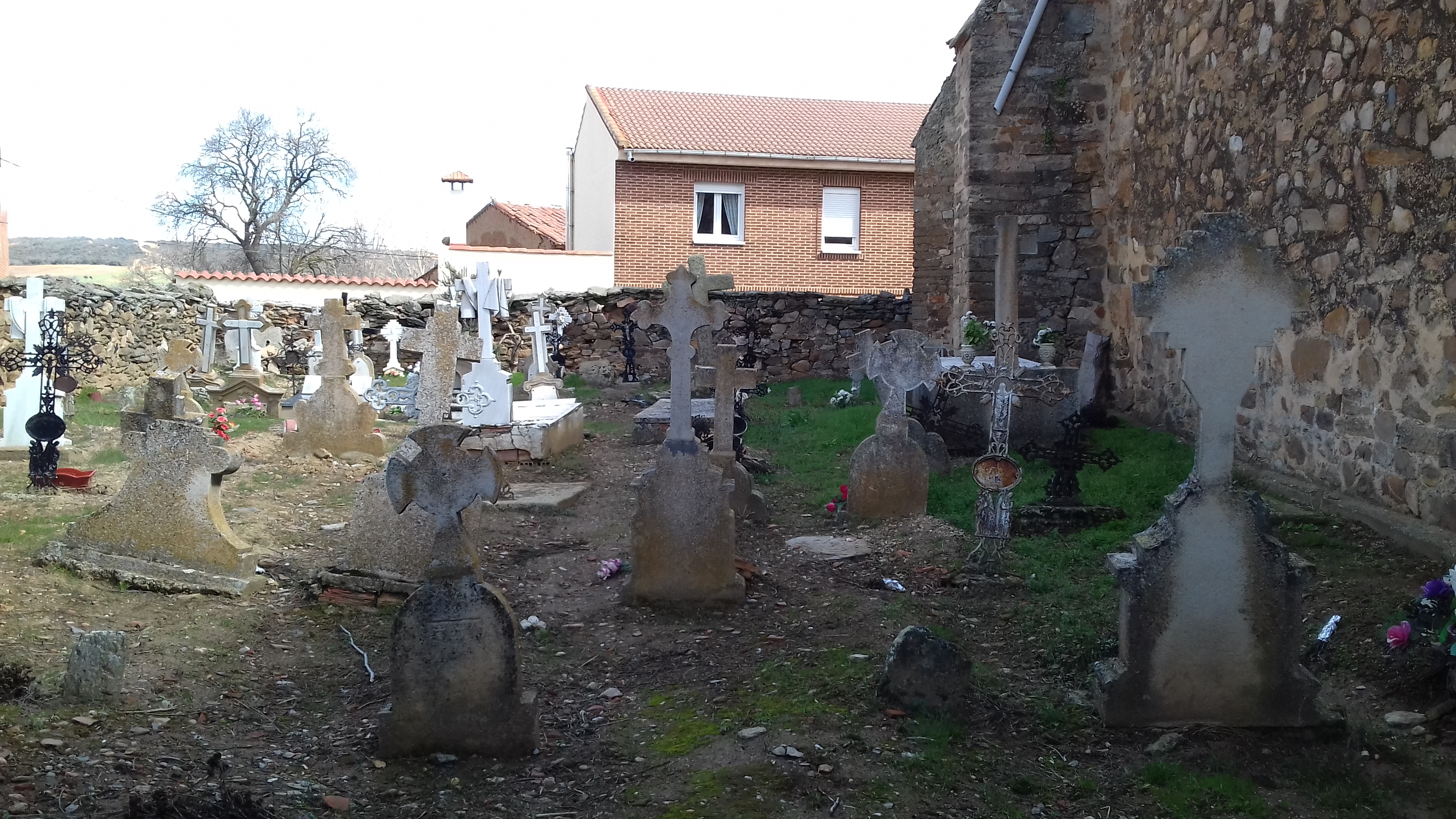
Cementerio
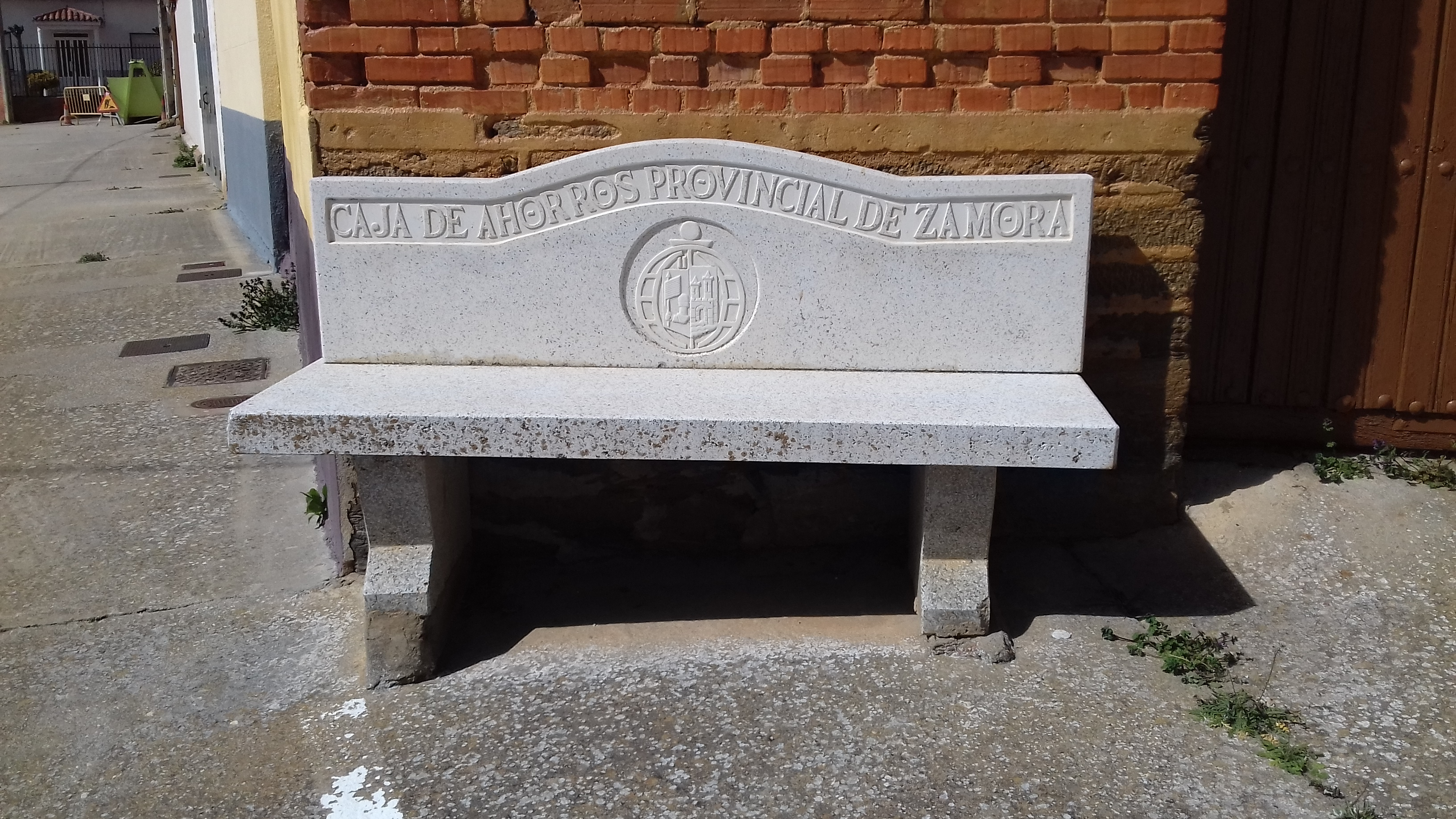
Banco
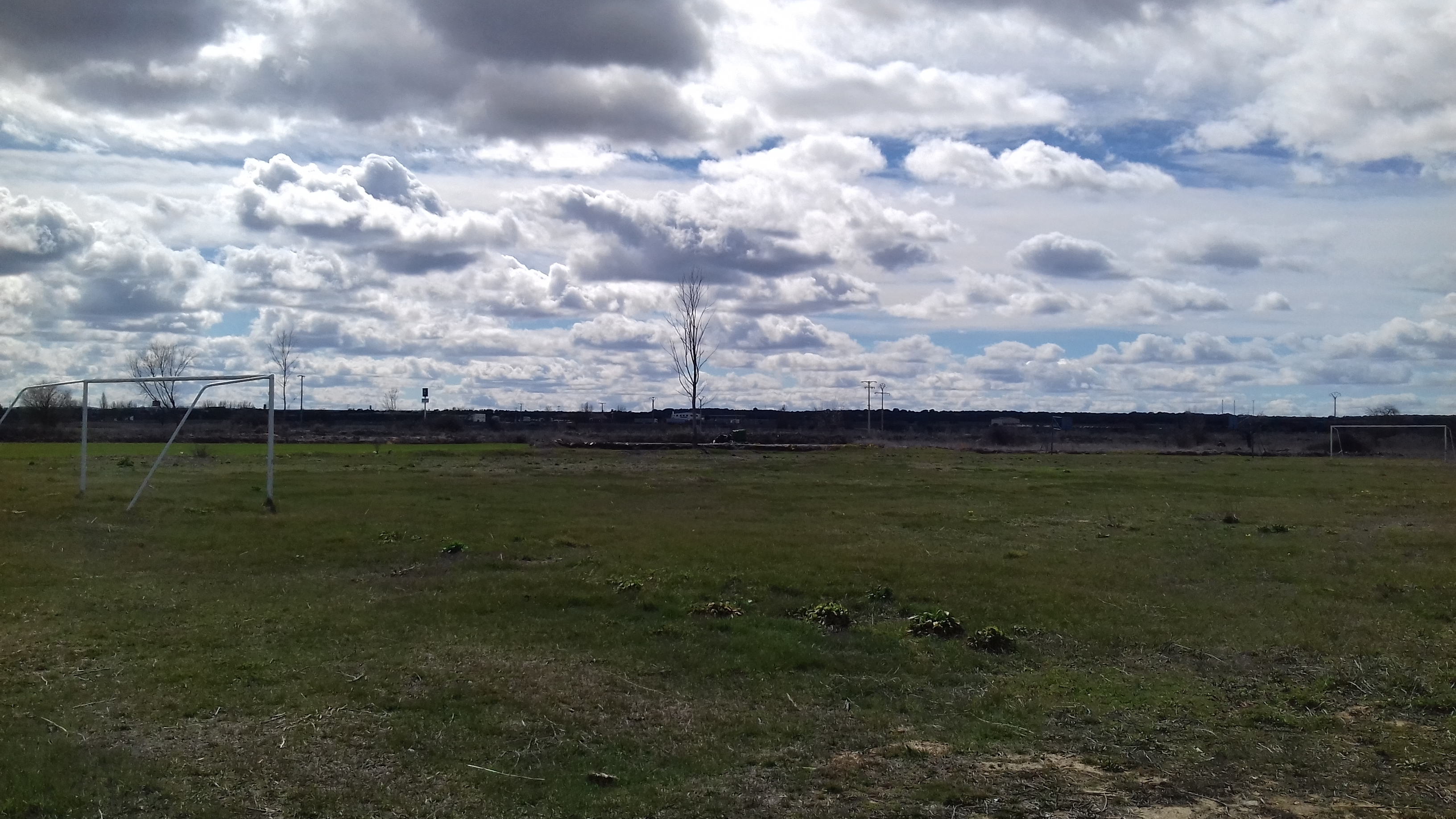
Campo de fútbol